# 中川剛 (お笑い芸人)
中川 剛（なかがわ つよし、1970年〈昭和45年〉12月4日 - ）は、日本のお笑い芸人。兄弟漫才コンビ・中川家のボケ担当で、主に「剛」あるいは「中川家・剛」と表記される。相方の礼二は実弟。
大阪府守口市出身。吉本興業（東京本社）所属。吉本総合芸能学院（NSC）11期生。弟の礼二と一緒に活動していることがほとんどのため、周囲からは「お兄ちゃん」と呼ばれることがある。

## 略歴
- 大阪府立守口東高等学校卒業。
- 1992年、実弟礼二を連れてNSCに入学し、コンビ「中川家」を結成。
- 2003年6月、急性膵炎で入院。
- 2010年7月、急性膵炎で再び休養。同年9月2日から復帰。
- 2011年12月、急性膵炎で再々休養。
- 2013年2月、急性膵炎で再び入院。同年3月15日から復帰。

## エピソード
- 小学生の頃、自転車で危険な運転を続けていたらバスと正面衝突しかけて、礼二と一緒に自転車禁止を言い渡された。
- マッチで遊んでいたら襖が燃え出し一室を全焼させてしまった。
- 中学・高校とラグビー部に所属し、ラグビー好きとして知られているが、一度もレギュラーになれなかった（ベンチ入りはしている）。礼二も違う高校でラグビー部に所属していた。
- 漫才では剛が自由に礼二にちょっかいを出し、礼二がイライラしながら剛を怒鳴り散らすという形態をとる。
- 1997年頃、パニック障害を患い仕事を休んでいたが、現在は復帰している。
- 私生活では2003年ごろ結婚し、ほどなくして双子の男児、天（てん）と碧（あお）を授かっている。
- お笑い芸人としては異例のB BOY PARK2007に出場した。その際5丁目の犬の鳴き真似を披露し全国のヘッズを沸かせた。
- よしもと男前ランキング2003年で10位にランクインされている。
- 無名時代、弟礼二が出演したラブコンプレックスというドラマの打ち上げにて、横柄な態度を取っていた主演であった反町隆史の頭を叩いたといくつかの番組で告白している。

## ネタ
- 礼二の方が芸達者というイメージで見られ目立つことが多いが、コンビのネタの基本部分は剛が制作している。
- 細かい形態模写を得意とし、持ちネタに「途中で鳴くのをやめる犬」、「エサを食べたがらないヤギ」などがある。

## 作品

### 音楽
- Play Da Game (Original Ver.) Feat.練マザファッカー & 中川家剛（発売中止）

## 出演

### 映画
- 80デイズ（2004年、洋画吹き替え、オーヴィル・ライト 役）
- スクール・ウォーズ HERO（2004年、亀田 役）
- さらば愛しの大統領（2010年、「剛」名義）

### テレビアニメ
- まっすぐにいこう。（2003年、絵日記ナレーション 役）

### 劇場アニメ
- ポケモン・ザ・ムービーXY 破壊の繭とディアンシー （2014年、ナイト役）
- それいけ!アンパンマン おもちゃの星のナンダとルンダ（2016年、ヌラ 役）

### テレビドラマ
- グッド★コンビネーション（2001年1月8日 - 12日、NHK BS2） - 結城誠 役
- 安堂ロイド〜A.I. knows LOVE?〜 第7話（2013年11月24日、TBS） - 2066年のアンドロイド 役
- ごめんね青春! 第5話（2014年11月9日、TBS） - 中野 役
- 孤独のグルメ Season7 特別編（2018年12月31日、テレビ東京） - 安田 役[2]
- 京阪沿線物語〜古民家民泊きずな屋へようこそ（2021年1月10日・3月21日、テレビ大阪） - 中川家 剛（本人） 役[3]

### テレビバラエティ
- 面白い八人。→面白い八人。延長戦（2011年 - 2012年、フジテレビONE）- レギュラー
- ダブルインパクト～漫才&コント 二刀流No.1決定戦～（2025年7月21日［予定］、日本テレビ・読売テレビ） - 審査員

## 書籍
- 『クリスマスには焼き魚にローソクを』（ISBN 978-4-344-01691-0、幻冬舎、2009年6月）